# Herbowiecka Ikona Matki Bożej
Herbowiecka Ikona Matki Bożej – cudowna ikona znajdująca się w męskim monasterze Zaśnięcia Matki Bożej w Herbowcu (rum.: Hîrbovăț, ros.: Гырбовец) w rejonie kalaraskim, ok. 60 km od Kiszyniowa w Mołdawii. 

## Opis
Ikona przedstawia Matkę Bożą w jasnoczerwonych szatach zdobionych motywami roślinnymi, przytrzymującą na lewym ramieniu Dzieciątko Jezus, na które wskazuje drugą ręką. Jest to klasyczny przykład ikony Matki Bożej typu Hodegetria. 

## Historia
Według tradycji w 2. poł. XVIII wieku ihumen monasteru w Herbowcu Pachomiusz przyjaźnił się z pułkownikiem Nikołajem Ałbadujewem, który w 1790, po nieszczęśliwym upadku z konia, zmarł na terenie klasztoru. Wówczas jego żona lub matka przyniosła do klasztoru ikonę Matki Bożej, która dotąd była pamiątką rodzinną. Mnisi umieścili wizerunek w jednej z klasztornych cerkwi, gdzie wkrótce zyskał on opinię cudownego. Monaster, położony obecnie na terytorium Mołdawii, był kilkakrotnie niszczony przez najeźdźców, w tym Turków, jednak ikona nigdy nie została uszkodzona. Od 1859 jest oficjalnie czczona przez Rosyjski Kościół Prawosławny. Dzień jej wspomnienia przypada 1 października. 
Szczególnym kultem otaczał ikonę biskup kiszyniowski Serafim (Cziczagow).